# Napoleon Dynamite (serial telewizyjny)
Napoleon Dynamite (2012) – amerykański serial animowany stworzony przez Jareda i Jerushy Hessów oraz wyprodukowany przez Hess Films, Scully Productions i 20th Century Fox Television, powstały na podstawie filmu z 2004 roku – Napoleon Wybuchowiec.
Premiera serialu miała miejsce w Stanach Zjednoczonych 15 stycznia 2012 na amerykańskim kanale Fox. Ostatni szósty odcinek serialu wyemitowano 4 marca 2012.

## Opis fabuły
Serial opisuje perypetie szesnastoletniego licealisty – Napoleona Dynamite'a oraz jego znajomych, którzy codziennie razem przeżywają niezwykłe przygody.

## Obsada
- Jon Heder – Napoleon Dynamite
- Aaron Ruell – Kip Dynamite
- Sandy Martin – babcia Dynamite
- Efren Ramirez – Pedro Sánchez
- Tina Majorino – Deb
- Jon Gries – wujek Rico
- Diedrich Bader – Rex

## Odcinki
| № | Nr | Tytuł            | Reżyseria                | Scenariusz                | Premiera (Fox)   |
| - | -- | ---------------- | ------------------------ | ------------------------- | ---------------- |
| 1 | 1  | Thundercone      | Dwayne Carey-Hill        | Jared Hess i Jerusha Hess | 15 stycznia 2012 |
| 2 | 2  | Scantronica Love | Raymie Muzquiz           | Julie Thacker Scully      | 15 stycznia 2012 |
| 3 | 3  | Ligertown        | Crystal Chesney-Thompson | Jared Hess i Jerusha Hess | 29 stycznia 2012 |
| 4 | 4  | Pedro vs. Deb    | Edmund Fong              | Dan Vebber                | 12 lutego 2012   |
| 5 | 5  | Bed Races        | Frank Marino             | Tom Gammill i Max Pross   | 19 lutego 2012   |
| 6 | 6  | FFA              | Stephen Sandoval         | Mike Scully               | 4 marca 2012     |